# Муньяно-ди-Наполи
Муньяно-ди-Наполи (итал. Mugnano di Napoli) — коммуна в Италии, располагается в регионе Кампания, в провинции Неаполь.
Население составляет 34 722 человек (2011 г.), плотность населения составляет 296,8 чел./км². Занимает площадь 117 км². Почтовый индекс — 80100. Телефонный код — 081.
Покровителем коммуны почитается святой Власий Севастийский, празднование 3 февраля, торжественное шествие — в ближайшее воскресение.

## Демография
Динамика населения (тис.):

## Администрация коммуны
- Официальный сайт: http://www.comune.mugnano.na.it/